# Rohel Sánchez Sánchez
Rohel Sánchez Sánchez (Santa Cruz, Cajamarca, 22 de junio de 1965) es un catedrático y político peruano, actualmente es gobernador regional de Arequipa desde el 1 de enero del 2023. Fue rector de la Universidad Nacional de San Agustín (2016-2021).

## Biografía
Nació en Santa Cruz, provincia de Cajamarca, en el norte del Perú. Su padre fue Demetrio Sánchez Sánchez, juez de paz, y su madre Rosaura Sánchez Sánchez, quienes tuvieron 10 hijos.

## Carrera profesional
Postuló a la Universidad Nacional de San Agustín (Unsa), a la carrera de Contabilidad e ingresó en los primeros puestos. Se graduó y se convirtió en catedrático de su alma mater así como otras universidades privadas. Siendo catedrático universitario, especializado en auditar empresas públicas y privadas, siendo elegido rector para el periodo 2016-2021. Fue elegido presidente de la Asamblea Nacional de Gobiernos Regionales (ANGR) para el periodo 2023. En el 2022 postuló a la gobernación regional de Arequipa por el movimiento Yo Arequipa.

## Vida política
En Educación, el Gobierno Regional de Arequipa viene invirtiendo mil millones de soles. Se han entregado 24 instituciones educativas y se construyen otras 30. [cita requerida]